# Râmeț
Râmeț (ancienne orthographe : Rîmeț, anciennement Rămeț, en hongrois : Remete, en allemand : Einsiedel) est une commune du județ d'Alba, Roumanie qui compte 574 habitants.
La commune est composée de treize villages : Boțani, Brădești, Cheia, Cotorăști, Florești, Olteni, Râmeț, Valea Făgetului, Valea Inzelului, Valea Mănăstirii, Valea Poienii, Valea Uzei et Vlădești.

## Démographie
D'après le recensement de 2011, la commune compte 574 habitants, en forte baisse par rapport au recensement de 2002 où elle en comptait 751.
Lors de ce recensement de 2011, 94,6 % de la population se déclare roumaine (5,05 % ne déclare pas d'appartenance ethnique).

## Politique

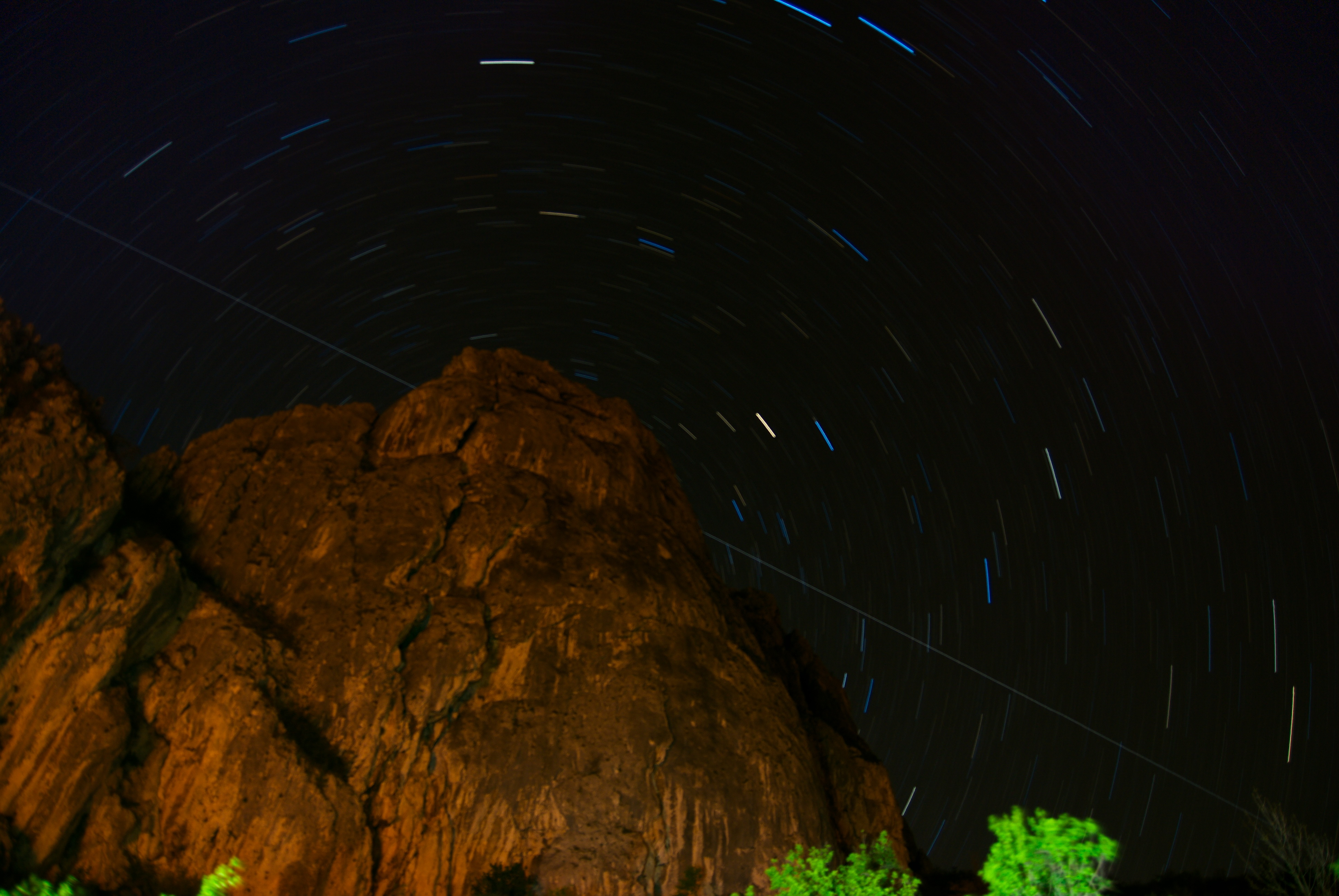
Ciel de nuit à Râmeț

| Période                                  | Période  | Identité     | Étiquette | Qualité |
| ---------------------------------------- | -------- | ------------ | --------- | ------- |
| Les données manquantes sont à compléter. |          |              |           |         |
| 2012                                     | En cours | Vasile Raica | PSD       |         |

| Parti | Parti                                      | Sièges |
| ----- | ------------------------------------------ | ------ |
|       | Parti social-démocrate (PSD)               | 7      |
|       | Parti national libéral (PNL)               | 1      |
|       | Alliance des libéraux et démocrates (ALDE) | 1      |